# کاخ فرمانداری خلبوک

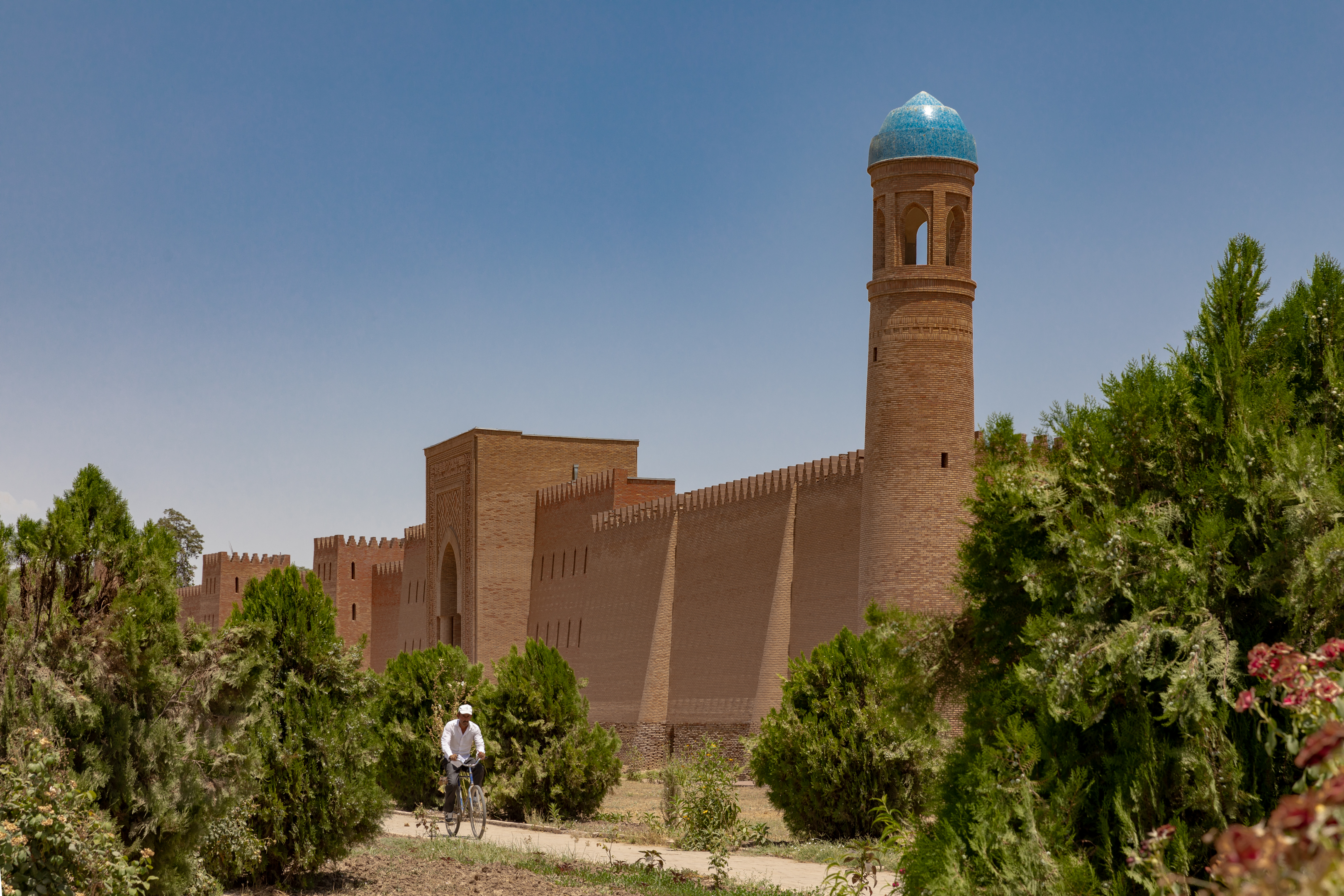
نمایی از کاخ فرمانداری خلبوک در کشور تاجیکستان - ۲۰۱۸

کاخ فرمانداری خلبوک (به انگلیسی: Palace of the Governor of Khulbuk) این ارگ در کشور تاجیکستان، قسمت جنوب غربی محل شهر باستانی واقع شده‌است و چندین بار تخریب و بازسازی شده‌است. کف آن با آجر سوخته سنگ‌فرش شده بود و دیوارهای ارگ شامل نقاشی جنگجویان و نوازندگان است. دیوار دفاعی ارگ دارای ۱۲ متر ارتفاع است. عنصر سازنده سقف از آجرهایی با کتیبه قرآن ساخته شده‌است. کاخ خلبوک به لطف ارتباطات مهندسی مرکب، دارای سیستم گرمایشی و سیستم خارج کردن آب باران بی نظیر است. خلبوک یک مرکز اداری، تجاری و فرهنگی در منطقه هوتال در قرن‌های ۹ تا ۱۲ میلادی بوده‌است.